# Елче дела Векија (Катанцаро)
Елче дела Векија је насеље у Италији у округу Катанцаро, региону Калабрија.
Према процени из 2011. у насељу је живело 120 становника. Насеље се налази на надморској висини од 1070 м.